# Bryum rubescens
Bryum rubescens là một loài rêu trong họ Bryaceae. Loài này được Cardot mô tả khoa học đầu tiên năm 1912.